# Рафайлівка
Рафа́йлівка — село в Україні, в Антрацитівській міській громаді Ровеньківського району Луганської області. Населення становить 1117 осіб. Орган місцевого самоврядування — Рафайлівська сільська рада.

## Географія
Біля села знаходиться витік річки під назвою Юськіна. Сусідні населені пункти: місто Антрацит на заході, села Іллінка, Леськине нижче за течією Юськіної на півдні, селище Кошари, село Лози, смт Картушине та селище Новоукраїнка на сході, села Залізничне, Лобівські Копальні, смт Ясенівський на півночі, Щотове та Кам'яне на північному заході.

## Історія
Станом на 1873 рік у селищі Картушинської волості Міуського округу Області Війська Донського мешкало 725 осіб, налічувалось 98 дворових господарств й 1 окремий будинок, 33 плуги, 103 коней, 134 пари волів, 685 овець.
За переписом 1897 року кількість мешканців зросла до 928 осіб (481 чоловічої статі та 447 — жіночої), з яких всі — православної віри.

## Населення
За даними перепису 2001 року населення села становило 1117 осіб, з них 77,17% зазначили рідною українську мову, а 22,83% — російську.

### Мова
Розподіл населення за рідною мовою за даними перепису 2001 року:
| Мова       | Кількість | Відсоток |
| ---------- | --------- | -------- |
| українська | 862       | 77.17%   |
| російська  | 255       | 22.83%   |
| Усього     | 1117      | 100%     |